# Carl Nielsen Museet
 Ikke at forveksle med Carl Nielsens Barndomshjem.
Carl Nielsen Museet er et museum i Odense for komponisten Carl Nielsen, med fokus på musikken, som Carl Nielsen komponerede.
Med mere end 400 stykker musik spænder hans musikalske arv fra komplekse symfonier til populære sange som ”Jens Vejmand” og ”Solen er så rød mor”. Værket indeholder bl.a. seks symfonier, tre koncerter, scenemusik og operaer samt kammermusik. Blandt de mest kendte kan nævnes korværket Fynsk Forår og operaen Maskarade.
Fynskfødte Carl Nielsen fandt inspiration til sine mange kompositioner vidt forskellige steder, og i museet er der lyde, mennesker og geografiske steder, som inspirerede ham til at udfordre de musikalske grænser.
Udover at lade gæsterne lytte til adskillige uddrag fra hans musikalske bagkatalog, er der i udstillingen også enkelte af komponistens originalgenstande som for eksempel Carl Nielsenss violiner, hans signalhorn og hans strikketøj.
Allerede i sin samtid var Carl Nielsen anerkendt både nationalt og internationalt for sine musiske værker og sine evner som skribent og dirigent. Det samme gælder hans hustru, billedhugger Anne Marie Carl-Nielsen, der især udfoldede sig inden for naturalistisk billedhuggerkunst og var en markant kvindeskikkelse i det danske kunstmiljø i slutningen af 1800-tallet og begyndelsen af 1900.
Museet er placeret overfor Odeon, på siden af Odense Koncerthus i Carl Nielsens Kvarter og er således også tæt knyttet til koncerthuset, Carl Nielsen Korskole og Odense Symfoniorkester.
Museet blev oprettet i 1989 og fik via en testamentarisk gave fra parrets børn en omfattende samling, der bl.a. består af inventaret fra Carl og Anne Marie Carl-Nielsens sidste hjem ved Frederiksholms Kanal i København.
Museets udstilling blev fornyet i 2023, finansieret af Carl Nielsen og Anne Marie Carl-Nielsens Legat.

## Ekstern henvisning
- carlnielsenmuseet.dk - Carl Nielsen Museets websted